# 국민소통 버라이어티 뉴스왕
《국민소통 버라이어티 뉴스왕》는 2008년 11월 19일부터 2009년 4월 15일까지 방송되었던 시사교양 프로그램이다.